# Jeanne i el noi formidable
Jeanne i el noi formidable, títol original en francèsJeanne et le Garçon formidable, és una pel·lícula dramàtica musical romàntica francesa del 1998 dirigida per Olivier Ducastel i Jacques Martineau. Va ser inscrita al 48è Festival Internacional de Cinema de Berlín.

## Argument
Jeanne salta de noi en noi, esperant l'amor veritable. Un dia, s'asseu al metro davant d'Olivier, i és amor a primera vista. Al cap d'un temps, revela que és seropositiu.

## Repartiment
- Virginie Ledoyen com a Jeanne
- Mathieu Demy com a Olivier
- Jacques Bonnaffé com a François
- Valérie Bonneton com a Sophie
- Frédéric Gorny com a Jean-Baptiste
- Denis Podalydès com a Julien

## Recepció
El lloc web d'agregació de ressenyes Rotten Tomatoes va informar d'una puntuació d'aprovació del 60%, basada en 5 ressenyes, amb una puntuació mitjana de 5,8/10.

## Reconeixements
| Premi / Festival                               | Categoria                 | Receptors i nominats | Resultat |
| ---------------------------------------------- | ------------------------- | -------------------- | -------- |
| 48è Festival Internacional de Cinema de Berlín | Ós d'Or                   |                      | Nominat  |
| 24a Premi César                                | Millor primera pel·lícula |                      | Nominat  |
| 24a Premi César                                | Millor banda sonora       | Philippe Miller      | Nominat  |